# Басараби
Басараби — так на Коломийщині називали вихідців з тодішньої Молдавської РСР і південних областей УРСР, які внаслідок штучного голоду 1946–1947, створеного комуністичною владою СРСР, утікали з рідних земель у пошуках їжі у Західну Україну, в тому числі й на Коломийщину. Назва етноніму походить від Бессарабії — теренів між річками Дністром, Прутом і пониззям Дунаю, які в 10—11 ст. перебували у складі Київської Русі, згодом — Галицько-Волинського князівства.

## Причини переселення
Третій голодомор, який влаштувала народам СРСР російсько-комуністична диктатура 1946–1947, був спричинений не так повоєнним неврожаєм, як спланованою акцією сталінського Політбюро з метою забрати в селян залишки зерна і продати чи подарувати його братнім режимам в соціалістичному таборі. Так 1946 з СРСР вивезено 350 тис. тонн зерна до Румунії, у 1947 — 600 тис. тонн зерна — до Чехословаччини, за тих два роки Польща отримала з Радянського Союзу 900 тис. тонн хліба. А в Молдові, Бессарабії й південних областях України шаленів голод і лише за перше півріччя 1947 р. офіційно зареєстровано 130 випадків людоїдства.

## Розселення «басарабів»
На Коломийщині 1946–1947 роки були теж голодними, однак те, що тут діяли сильні курені УПА, а в селах — боївки ОУН, рятувало селян від поборів нової окупаційної влади. Державні збирачі хліба боялися заходити вглиб підгірських сіл. Причому, бідніше трималися пільні села Коломийщини, де хоч і була родюча земля, але радянські посіпаки мали більшу можливість оббирати тамтешніх господарів та швидше залучити їх до колгоспів. Так у селище міського типу Гвіздець «басараби» не заходили. Не затримувалися у понищеному війною Черемхові, а прямували далі в гори. І хоч, наприклад, село Товмачик теж було спалене у війну мадярами, однак сюди, ближче до гір, «басараби» заходили. Ці, знедолені комуністичною системою люди, падали опухлі від голоду на вулицях, вокзалах, просили милостиню, залишали своїх дітей господарям для порятунку. У коломийських селян деякі «басараби» купували зерно, кіз (село Ценява), наймалися служити (села Великий Ключів, Мишин). Виховані в християнському дусі, ці нещасні вихідці з Молдови й південних областей України, не нападали па місцевих селян, не грабували їх, а поводилися з гідністю. Окупаційний же російсько-комуністичний режим через свої каральні органи — НКВС — під виглядом «басарабів» засилав своїх розвідників для виявлення українських партизанів і підпільників та національно свідомих селян. ОУН цікавилася як ставляться «басараби» до українського національно-визвольного руху, а Крайовий Провід ОУН звернувся до населення з відозвою допомагати бідним, зголодженим людям.

## Подальша доля «басарабів»
На Коломийщині померло кілька десятків «басарабів»:
- 5 — у Нижньому Вербіжі,
- 2 у Великому Ключеві,
- 1 у Корничі, 2 — на хуторі Діброві с. Турки
- 2 у Підгайчиках і т. д.

Деякі з «басарабів» залишалися на Підкарпатті на декілька років, деякі одружилися з місцевими жителями, закладали господарку і жили на Коломийщині чи живуть досі. Вони опанували українську мову й місцеві говірки, переймали гуцульські пісні й танці.
У селі Мишин оселилося до 10 чол. «басарабів», переважно мужчини середнього віку, які працювали в людей за харч.